# Kyle Anderson
Kyle Anderson (* 14. September 1987 in Perth, Western Australia; † 24. August 2021) war ein australischer Dartspieler der Professional Darts Corporation (PDC).

## Karriere

### 2006–2012: Vom Darts in der Heimat bis in den Ally Pally
Seine Profikarriere begann Anderson im Jahr 2006 bei der British Darts Organisation. Dort spielte er hauptsächlich Turniere in seiner Heimat Australien. Bereits im Juli 2006 erreichte er dann das erste Finale, nämlich das des Australian Grand Masters, das gegen Simon Whitlock verloren ging. 2007 nahm er am WDF World Cup teil und erreichte die Runde der letzten 32 im Einzel. Beim WDF Asia-Pacific Cup 2008 kam Anderson ins Viertelfinale.
Wieder ein Jahr später erreichte er das Finale des Australian Masters und im Februar 2010 verlor er im Finale des West Coast Classic gegen Neil Hembrow. Im Oktober 2010 gewann er dann sein erstes BDO/WDF-Turnier: Im Finale der Japan Open setzte er sich gegen Royden Lam aus Hongkong durch.
Bei seiner ersten Teilnahme am World Masters 2010 kam er unter die besten 72. Beim West Coast Classic 2011 wiederholte er seine Finalteilnahme aus dem Vorjahr, bevor er begann regelmäßig die Turniere des Australian Grand Prix zu spielen. So erreichte er bereits in seinem ersten Turnier auf der AGP Pro Tour das Finale, wo er gegen Mick McCreedie verlor. Im August gewann er dann aber erstmals ein Turnier auf der AGP Pro Tour, indem er sich im Finale mit 6:1 gegen Sean Reed durchsetzte. Bei den Oceanic Masters am Ende des Jahres erreichte er dann das Halbfinale und konnte sich damit nicht für die PDC-Weltmeisterschaft qualifizieren.
2012 spielte Anderson zwar eher wenige AGP-Pro-Tour-Turniere, konnte aber dennoch unter anderem mit einem weiteren Turniersieg gegen Gordon Mathers im Finale sowie einem Nine dart finish beim DPA Tournament of Champions auf sich aufmerksam machen. Hinzu kam der Sieg beim Oceanic Masters 2012 und damit die Qualifikation für die PDC World Darts Championship 2013. Dort konnte Anderson in der ersten Runde gegen Steve Beaton allerdings keinen Satz gewinnen.

### 2013–2016: Etablierung in der PDC
In den folgenden Monaten gewann Anderson insgesamt sieben Turniere auf der DPA Pro Tour 2013 und erlangte so einen Startplatz für die PDC-Weltmeisterschaft 2014. Auch beim Sydney Darts Masters durfte Anderson an den Start gehen, wo er in der ersten Runde mit 1:6 gegen Turniersieger Phil Taylor verlor.
Die WM 2014 war das Turnier, bei dem Anderson weltweit bekannt wurde, da er in Runde 1 gegen Ian White einen 9-Darter warf. Er war damit der Siebte Spieler, dem das bei einer Weltmeisterschaft der PDC gelang. Dennoch verlor Anderson das Match mit 1:3. Daraufhin spielte Anderson im Januar 2014 erstmals die PDC Qualifying School und gewann direkt am ersten Tag die Tour Card. Er qualifizierte sich für die UK Open 2014, wo er allerdings kein Spiel gewinnen konnte. Bei den Players Championships erreichte er im April des Jahres erstmals ein Halbfinale, das gegen Ian White verloren ging. Auf der World Series of Darts nahm Anderson an zwei Turnieren teil. Bei den Perth Darts Masters verlor er in der ersten Runde mit 0:6 gegen Michael van Gerwen. Bei den Sydney Darts Masters hingegen schlug er mit Raymond van Barneveld und Simon Whitlock hingegen einen ehemaligen Welt- und einen ehemaligen Europameister, um ins Halbfinale einzuziehen. Dies verlor er gegen Turniersieger Phil Taylor mit 4:10. Außerdem gab er im September beim European Darts Grand Prix sein Debüt auf der European Darts Tour und konnte sein erstes Spiel gegen Kevin Dowling sogar gewinnen, bevor er in Runde 2 gegen Robert Thornton ausschied. Es folgen noch ein Viertelfinale auf der Pro Tour und eines bei den Oceanic Masters, bevor er sich über die PDC Pro Tour Order of Merit zum dritten Mal hintereinander für die PDC-Weltmeisterschaft qualifizierte. Wie vor zwei Jahren traf er in Runde 1 auf Steve Beaton. Diesmal setzte sich Anderson souverän mit 3:0 durch. In der 2. Runde traf er auf Andy Hamilton und unterlag diesem mit 2:4.
Bei den UK Open 2015 gelang ihm der Einzug ins Achtelfinale, in dem er nur knapp gegen Mervyn King verlor. Auch auf der Pro Tour spielte er gute Turniere, unter anderem erreichte er ein Halbfinale und zwei Viertelfinals, eines davon bei den Dutch Darts Masters, was ihm einen Startplatz für das World Matchplay 2015 einbrachte. In der 1. Runde verlor er allerdings gegen den späteren Finalisten James Wade (7:10). Bei den Perth Darts Masters im August gewann Anderson in der ersten Runde mit 6:5 gegen Stephen Bunting, bevor er in der zweiten Runde wieder gegen den späteren Titelträger Phil Taylor verlor. In der zweiten Hälfte des Jahres 2015 spielte Anderson kaum Turniere, erhielt jedoch eine Einladung für die World Series of Darts Finals 2015 in Glasgow. Dort verlor er allerdings gleich sein erstes Match mit 4:6 gegen Dave Chisnall.
Für die PDC World Darts Championship 2016 war Anderson erneut über die PDC Pro Tour Order of Merit qualifiziert. In der ersten Runde schlug er Brendan Dolan mit 3:0 in Sätzen, bevor er sich in Runde 2 Vincent van der Voort geschlagen geben musste. Nach unter anderem einem Viertelfinale bei den UK Open Qualifiers 2016 qualifizierte Anderson sich für die UK Open. Dort erreichte Anderson nach drei beeindruckenden 9:2-Siegen über Andy Hamilton, James Wilson und Benito van de Pas das Viertelfinale, in dem er einen 0:10-Whitewash von Jelle Klaasen kassierte. Eine Woche später erreichte Anderson beim Players Championship Nr. 2 das Halbfinale. Im Juni 2016 durfte Anderson erstmals zusammen mit Simon Whitlock sein Heimatland Australien beim World Cup of Darts vertreten. Dort gewannen sie in der ersten Runde gegen das deutsche Team und in der zweiten Runde gegen Dänemark, konnten aber trotz Andersons Sieg über Raymond van Barneveld das Viertelfinale gegen die Niederlande nicht überstehen. Eine Woche später erreichte Anderson bei den Austrian Darts Open 2016 das Halbfinale, nachdem er unter anderem Michael van Gerwen aus dem Turnier geworfen hatte. Erst vom späteren Turniersieger Phil Taylor konnte er gestoppt werden. Beim World Matchplay 2016 gewann Anderson in der ersten Runde gegen Vincent van der Voort, verlor aber sein Zweitrundenmatch mit 3:11 gegen den Turniersieger Michael van Gerwen. Einen Monat später bei den Sydney Darts Masters konnte Anderson nach Sieg über Raymond van Barneveld das Viertelfinale erreichen, bevor er erneut gegen van Gerwen verlor. Bei seiner ersten Teilnahme am World Grand Prix konnte Anderson sein erstes Spiel gewinnen, wurde im Achtelfinale aber von Gary Anderson gestoppt. Bei der European Darts Championship verlor Anderson erst im Viertelfinale gegen Peter Wright.

### 2017: Zwei Titel und Halbfinale der European Darts Championship
Eigentlich war Anderson als 32. der PDC Order of Merit für die PDC-Weltmeisterschaft 2017 qualifiziert. Da jedoch sein Visum für Großbritannien nicht rechtzeitig verlängert wurde, rückte der Nächstplatzierte Cristo Reyes nach. Bei den UK Open Qualifiers 2017 erreichte Anderson zweimal das Viertelfinale, die UK Open endeten jedoch früh für ihn. Die Saison 2017 sollte jedoch Andersons bisher Erfolgreichste werden.
Bei den German Darts Masters 2017 kam Anderson ins Viertelfinale. Beim World Cup of Darts konnte er zusammen mit Simon Whitlock nach einem Sieg über Dänemark ins Achtelfinale einziehen, in dem sie überraschend gegen Russland verloren. Im Juli 2017 kam er beim Players Championship Nr. 15 ins Halbfinale. Beim World Matchplay hingegen schied Anderson in der ersten Runde gegen Whitlock aus. Beim Players Championship Nummer 17 gewann Anderson seinen ersten PDC-Titel. Neben seinem 6:2-Finalsieg über Kevin Painter glänzte Anderson ebenfalls mit einem 9-Darter während des Turniers. Eine Woche später fuhr er direkt seinen zweiten Titel ein. Bei den Auckland Darts Masters 2017 gewann Anderson gegen Gary Anderson, Simon Whitlock und James Wade, bevor er im Finale Corey Cadby mit 11:10 schlagen konnte.
Der World Grand Prix 2017 endete für Anderson bereits in der ersten Runde, in der er mit 0:2 gegen Raymond van Barneveld verlor. Dafür erreichte er bei der European Darts Championship sein bisher bestes Ergebnis bei einem Major-Turnier. Nach Siegen über John Henderson, Jelle Klaasen und Mensur Suljović zog Anderson ins Halbfinale. Dort lieferte er sich ein enges Match gegen Michael van Gerwen, in dem er unter anderem im elften Leg einen 9-Darter warf. Im Last-Leg-Decider jedoch verpasste Anderson zwei Matchdarts auf Doppel 10 und Doppel 5, woraufhin van Gerwen 76 Punkte checkte und ins Finale einzog, welches er auch gewann. Sowohl bei den World Series of Darts Finals, bei denen Anderson als Siebter der World Series Order of Merit für die zweite Runde gesetzt war, als auch bei den Players Championship Finals schied Anderson nach einem Spiel aus.

### 2018 bis 2021: Ausbleiben der Erfolge bis zum Karriereende
Bei der PDC World Darts Championship 2018 war Anderson als Nummer 24 gesetzt. Er gewann sein erstes Spiel mit 3:1 in Sätzen gegen Peter Jacques, musste sich dann aber in der zweiten Runde Raymond van Barneveld geschlagen geben. Auf der PDC Pro Tour 2018 erreichte Anderson dreimal das Viertelfinale, darunter auch zwei European-Tour-Events, sowie einmal das Halbfinale, in dem er gegen den späteren Turniersieger Krzysztof Ratajski verlor. Beim World Cup of Darts gewann er mit Simon Whitlock in der ersten Runde gegen Hongkong, bevor man auch dank Andersons Sieg im Einzel über Toni Alcinas gegen Spanien ins Viertelfinale einzog. Dort warteten die Gegner aus Wales die ebenfalls gegen Anderson und Whitlock verloren. Erst im Halbfinale musste man sich trotz Andersons Sieg über Gary Anderson gegen Schottland geschlagen geben. Im World Matchplay schied er wie bei der European Darts Championship in der ersten Runde aus. Bei der World Series of Darts 2018 kam er ebenfalls zweimal ins Viertelfinale und qualifizierte sich daraufhin für die World Series of Darts Finals.
Bei der PDC World Darts Championship 2019 war Anderson direkt für die zweite Runde gesetzt. Dort gewann er mit 3:1 gegen Noel Malicdem, bevor er sich gegen den späteren Halbfinalisten Nathan Aspinall mit 1:4 in Sätzen geschlagen geben musste. Auf der PDC Pro Tour 2019 kam Anderson im Frühjahr zweimal ins Viertelfinale, erreichte in der zweiten Jahreshälfte jedoch kaum Erfolge, weshalb er sich erstmals nicht für das World Matchplay qualifizierte. Am 16. Juli 2019 spielte er beim Players Championship 19 gegen Steve Lennon einen Neun-Darter. Beim World Cup of Darts trat er aber wieder gemeinsam mit Simon Whitlock an. In der ersten Runde konnte man noch Finnland schlagen, in der zweiten Runde aber verlor man ohne Sieg gegen Kanada. Für die World Series of Darts Finals 2019 erhielt Anderson eine Wildcard, schied aber in der ersten Runde gegen Mensur Suljović aus. Das Gleiche passierte ihm bei den Players Championship Finals.
Bei der PDC World Darts Championship 2020 war Anderson erstmals wieder nicht gesetzt und musste in der ersten Runde starten. Dort gewann er gegen Zong Xiaochen mit 3:2 in Sätzen. In der zweiten Runde verlor er aber gegen Steve Beaton. Am 29. März 2020 wurde seine Infektion mit SARS-CoV-2 bekannt. Damit war er der erste bekannte Fall auf dem PDC-Circuit. Er begab sich daraufhin in eine vierwöchige Quarantäne. Bei der PDC Pro Tour 2020 trat Anderson nur noch im Frühjahr an. Mit der COVID-19-Pandemie spielte er (abgesehen von der PDC Home Tour) keine Turniere mehr. An den International Darts Open, für die Anderson eigentlich qualifiziert gewesen wäre, nahm er nicht mehr teil.
Anfang des Jahres 2021 gab Anderson seine Tour Card zurück.

## Privates
Kyles älterer Bruder, Beau Anderson, ist ebenfalls Dartspieler bei der PDC.
Am 24. August 2021 gab die Professional Darts Corporation bekannt, dass Anderson im Alter von 33 Jahren verstorben ist. Er selbst hatte auf Facebook erklärt, unter Nierenversagen zu leiden.

## Weltmeisterschaftsresultate
- 2013: 1. Runde (0:3-Niederlage gegen  Steve Beaton)
- 2014: 1. Runde (1:3-Niederlage gegen  Ian White)
- 2015: 2. Runde (2:4-Niederlage gegen  Andy Hamilton)
- 2016: 2. Runde (2:4-Niederlage gegen  Vincent van der Voort)
- 2018: 2. Runde (1:4-Niederlage gegen  Raymond van Barneveld)
- 2019: 3. Runde (1:4-Niederlage gegen  Nathan Aspinall)
- 2020: 2. Runde (1:3-Niederlage gegen  Steve Beaton)

## Titel

### BDO
- Weitere
  - 2010: Japan Open

### PDC
- Pro Tour
  - Players Championships
    - Players Championships 2017: 17
- World Series of Darts
  - World Series of Darts 2017: (1) Auckland Darts Masters

### Andere
- 2010: Coolbellup Open

## Würdigung
Seit 2022 verleiht die PDC die Kyle Anderson Memorial Trophy. Diese Auszeichnung wird jährlich an denjenigen Spieler aus Australien oder Ozeanien vergeben, der auf den dortigen Turnieren der jeweiligen World Series of Darts die besten Leistungen gezeigt hat. Die Form der Trophäe ist einem Bumerang nachempfunden. Ab 2026 wird die Trophäe des Australian Darts Masters in Kyle Anderson Trophy umbenannt.